# Ан Дон-Дю
Ан Дон-Дю (1898 год — 1961 год) — колхозник колхоза «Большевик» Чиилийского района Кзыл-Ординской области, Казахская ССР. Герой Социалистического Труда (1950).

## Биография
Родился в 1898 году на Дальнем Востоке.
После депортации корейцев с Дальнего Востока был на спецпоселении в Чиилийском районе Кызыл-Ординской области Казахской ССР. До 1940 года работал звеньевым полеводческого звена в колхозе «Авангард» Чиилийского района. В годы Великой Отечественной войны трудился шахтёром. С 1946 года — звеньевой рисоводческого звена колхоза «Авангард» в селе Акмая.
В 1949 году рисоводческое звено под руководством Ан Дон-Дю собрало в среднем по 81,5 центнеров риса с каждого гектара на участке площадью 6,2 гектаров. Указом Президиума Верховного Совета СССР от 21 июня 1950 года «за получение высокого урожая риса при выполнении колхозами обязательных поставок и контрактации по всем видам сельскохозяйственной продукции, натуроплаты за работу МТС в 1949 году и обеспеченности семенами всех видов культур в размере полной потребности для весеннего сева 1950 года» удостоен звания Героя Социалистического Труда с вручением ордена Ленина и золотой медали «Серп и Молот».
Этим же указом были удостоены звания Героя Социалистического Труда труженики колхоза «Большевик» Пак Дон Ер, Ким Хи Хак, Ли Ен Гу и Хе Бен Хи.